# 己酸烯丙酯
己酸烯丙酯，也稱作菠蘿醛，是一種無色至淡黃色的液體。有菠蘿香味，是菠蘿發出香味的主要天然成份，也用作食品加工材料而被廣泛應用。

## 合成
由己酸与烯丙醇在硫酸催化下酯化再经中和、水洗、精馏而得。用作有机合成中间体。用于配制香精香料。

## 應用
己酸烯丙酯最主要的用途是作為菠蘿香氣的食品添加劑，但適量控制濃度後也可作為桃及杏的香氣來源，或是初熟蘋果、桃及紫藤等的香水佐料。 除此以外，在口紅及香煙產品上也會用上己酸烯丙酯來指供柑橘屬水果的香氣。